# Igreja de São Roque (Lisboa)
A Igreja de São Roque é uma igreja católica em Lisboa, dedicada a São Roque e mandada edificar no final do século XVI, com colaboração de Afonso Álvares e Bartolomeu Álvares. Fazia parte da "Casa Professa de São Roque" que pertencia à Companhia de Jesus, sendo a sua primeira igreja em Portugal, e uma das primeiras igrejas jesuítas em todo o mundo. Foi a igreja principal da Companhia em Portugal durante mais de 200 anos, antes de os Jesuítas terem sido expulsos do país no século XVIII. A igreja de São Roque foi um dos raros edifícios em Lisboa a sobreviver ao Terramoto de 1755 relativamente incólume. Tanto a igreja como a residência auxiliar foram cedidas à Santa Casa da Misericórdia de Lisboa, para substituir os seus edifícios e igreja destruídos no sismo. Continua a fazer parte da Santa Casa hoje em dia.
Aquando da sua construção no século XVI, foi a primeira igreja jesuíta a ser desenhada no estilo "igreja-auditório", especificamente para pregação. Tem diversas capelas, sobretudo no estilo barroco do século XVII inicial, sendo a mais notável a de São João Baptista, do século XVIII, projecto inicial de Nicola Salvi e Luigi Vanvitelli, depois alterado com a intervenção do arquitecto-mor João Frederico Ludovice, como se pode verificar pela correspondência entre Ludovice e Vanvitelli, publicada por Sousa Viterbo e R. Vicente de Almeida em 1900. Ludovice enviou uma série de desenhos para Itália com as alterações impostas, uma vez que Vanvitelli se recusara a alterar o projecto inicial. Foi encomendada em Itália por D. João V em 1742. Chegou a Lisboa em 1747 e só ficou assente em 1749. É uma obra-prima da arte italiana, única no mundo, constituída por quadros de mosaico executados por Mattia Moretti, sobre cartões de Masucci, representando o Batismo de Cristo, o Pentecostes e a Anunciação. Suspenso da abóbada, de caixotões de jaspe moldurados de bronze, é de admirar um lampadário de excelente execução da ourivesaria italiana, enquadrado por um admirável conjunto de estátuas de mármore. Supõe-se que à época tenha sido a mais cara capela da Europa.
A fachada, simples e austera, segue os cânones impostos então pela igreja reformada. Em contraste, o interior é enriquecido por talha dourada, pinturas e azulejos e constituiu um importante museu de artes decorativas maneiristas e barrocas. Tem azulejos dos séculos XVI e XVII, assinados por Francisco de Matos.
O tecto, com pintura de interessante simbologia apresenta caixotões. A talha, maneirista e barroca, é rica e variada, com retábulos de altares e emoldura pinturas. Há mármores coloridos embrechados à italiana e um boa coleção de alfaias litúrgicas.
Ao lado do edifício, no Largo Trindade Coelho, está o Museu de Arte Sacra de São Roque, que tem compartimentos ligados com a igreja.

## História
No atual largo da Misericórdia existiria um cemitério dos mortos da peste. O lugar ficava fora das muralhas e era pouco povoado. Foi o povo que construiu a ermida, em 1506, e rapidamente se assumiu como lugar de peregrinação e culto. O santo passou a ter grande aceitação e foi até criada a Irmandade de São Roque.
As sucessivas vagas de peste na Europa geravam um permanente pavor do povo e o temor da Coroa. D. João II e D. Manuel I já tinham ouvido falar dos feitos milagrosos de São Roque. O santo foi infetado e curou-se milagrosamente. D. Manuel I solicitou uma relíquia para proteger Lisboa. Os restos mortais estavam em Veneza – hoje encontram-se na Igreja de São Roque (Veneza). O Doge satisfez o pedido de D. Manuel I e a relíquia foi colocada numa ermida no Bairro Alto.
Mais tarde, D. João III entregou o lugar aos jesuítas, que construíram aí a sua sede, e a igreja de São Roque, ao longo do tempo, tornou-se uma das mais imponentes e luxuosas em Portugal.

## Capelas
No interior da igreja conseguimos observar nove capelas, inseridas nas arcadas laterais, cada uma com a sua história e decoração representativa das suas épocas.

### Capela da Nossa Senhora da Doutrina
A Capela de Nossa Senhora da Doutrina foi construída, no ano 1612, a cargo da "Congregação dos Oficiais Mecânicos ou da Senhora da Doutrina", e iniciada em 1 de Março de 1634. A sua decoração é em talha dourada, representativa do Barroco "Estilo nacional", data da última metade do século XVII e inícios do séc. XVIII. Nela se combinam elementos importados do Barroco italiano, nomeadamente as colunas salomónicas, espiraladas, ornamentadas com elementos de criação nacional, como os cachos de uvas, parras e aves fénices, bem como o retábulo em forma de portal românico. A completar a talha dourada, as paredes inferiores apresentam revestimentos de mármores embutidos, técnica decorativa de influência italiana. Trata-se de uma manifestação artística, que atinge uma exuberância decorativa em Portugal, na primeira metade do século XVIII. Ao centro do retábulo situa-se uma imagem de Santa Ana e a Virgem, em madeira estofada e policromada, do final do século XVII. De cada lado, imagens de São Joaquim e de Santa Ana, da mesma época. Nas paredes laterais, observam-se nichos protegendo conjuntos de relicários em forma de bustos.

### Capela de São Francisco Xavier
Como consta de uma lápide em mármore, esta capela foi fundada em 1634 por António Gomes de Elvas, um nobre de família alentejana, a quem D. Filipe I de Portugal concedeu brasão de armas. Luiz Roiz de Elvas, irmão do fundador, foi o responsável pela conclusão da capela. A sua decoração data da primeira metade do século XVII. No centro do altar destaca-se a escultura seiscentista do grande missionário jesuíta São Francisco Xavier. As pinturas laterais, atribuídas ao pintor português José de Avelar Rebelo, representam, do lado esquerdo, "D. João III em audiência a São Francisco Xavier", quando da sua partida para a Índia" e, do lado direito, "O Papa Paulo III no ato de enviar para Portugal os primeiros Padres da Companhia de Jesus".

### Capela de São Roque
Esta capela encontra-se implantada no local onde estaria situada a cabeceira da primitiva Ermida de São Roque, anterior à construção da atual igreja. Após a sua fundação passou a ser administrada pela Irmandade ou Confraria de São Roque. A imagem central do retábulo é do titular da igreja, em madeira estofada e policromada, do século XVII. De cada lado, duas esculturas da mesma época, respetivamente São Tiago e São Sebastião. Sobre o altar e intercalando com os castiçais da banqueta, seis esculturas em madeira prateada represem os Apóstolos São Pedro e São Paulo, e os quatro santos Evangelistas. A pintura lateral, situada do lado esquerdo, representa a "Aparição do anjo a São Roque", executada na 2.ª metade do século XVI, por Gaspar Dias. Constitui uma das melhores obras deste conceituado pintor do maneirismo português. Os painéis de azulejos das paredes laterais são representativos da azulejaria maneirista dos finais do século XVI; a sua decoração inclui cenas relativas à vida de São Roque, podendo observar-se, no lado inferior esquerdo, a assinatura do autor, Francisco de Matos, com a data de 1584. Nas portas da balaustrada, em madeira de jacarandá, encontra-se representado o brasão da Confraria de São Roque.

### Capela do Santíssimo
A Capela do Santíssimo foi fundada em 1636, por Luiza Frois, benemérita do colégio jesuíta de Santo Antão e da Casa Professa de São Roque. Originalmente foi dedicada a Nossa Senhora da Assunção. A sua decoração data da segunda metade do séc. XVII, início do séc. XVIII. Ao centro do retábulo, encontra-se uma imagem representando Nossa Senhora da Assunção, de grande expressão barroca. A talha dourada, é do período que antecede o "Barroco Nacional", designado por "Proto-Barroco", caracterizado por uma notória contenção ornamental. Parte das paredes laterais são revestidas com mármores embutidos, de influência italiana, obra de pedraria que foi concluída em 1719. Nas paredes laterais, encontram-se expostas duas pinturas de Bento Coelho da Silveira, de meados do século XVII, relacionadas com a temática mariana da capela, respetivamente: "A morte da Virgem (à direita) e a "Assunção e Coroação da Virgem" (à esquerda). O pórtico em ferro, de requintada feição revivalista, foi encomendado pela Misericórdia de Lisboa no século XIX. O lampadário em prata, à entrada da capela, é uma peça de ourivesaria portuense, encomendada pela Misericórdia de Lisboa, em 1877.

### Capela-mor
O retábulo da Capela-mor foi construído entre 1625 e 1628. De características maneiristas, é constituído por pares de colunas coríntias, decoradas nos capitéis e no último terço do fuste, assemelhando-se estilisticamente ao das capelas de São Francisco Xavier e da Sagrada Família. Nos quatro nichos frontais, dispõem-se as imagens maneiristas dos principais santos da Companhia de Jesus: Santo Inácio de Loyola, São Francisco Xavier, São Luís de Gonzaga e São Francisco de Borja. O nicho central é ocupado por uma escultura de Nossa Senhora com o Menino, de finais do séc. XVII. A pintura central pertence à série de sete telas seiscentistas, encomendadas pela Companhia de Jesus, as quais são colocadas ciclicamente no altar-mor, segundo o calendário litúrgico. No intradorso do arco, em nichos laterais, vemos as esculturas do Senhor da Cana Verde, Brígida, São Gregório Taumaturgo e a Imaculada Conceição. Paralelamente, podem observar-se quatro pinturas laterais, a óleo sobre madeira, que representam Santo Estanislau Kostka e os três mártires do Japão: São Diogo, São João Mártir e São Paulo Miki. Sob o pavimento da capela encontram-se as sepulturas de D. Fernando Martins de Mascarenhas, Bispo do Algarve de 1596 a 1616, bem como a do primeiro Patriarca de Lisboa, D. Tomás de Almeida, falecido em 1754.

### Capela de São João Baptista
Esta capela, foi encomendada por D. João V aos arquitetos romanos Luigi Vanvitelli e Nicola Salvi, em 1740, e construída entre 1742 e 1747. A 15 de Dezembro de 1744, era sagrada pelo Papa Bento XIV, em Roma, tendo sido, posteriormente, armada para o sumo pontífice nela celebrar missa a 6 de Maio de 1747. Em Setembro desse mesmo ano, foi desmontada e transportada para Lisboa, em três naus, e assente posteriormente na Igreja de São Roque, no espaço da antiga Capela do Espírito Santo. A Capela de São João Baptista é uma obra de arte única no seu estilo, sem paralelo nem na própria Itália, pois engloba um conjunto de peças de culto de excecional qualidade artística, nomeadamente as coleções de ourivesaria e paramentaria, que se encontram parcialmente em exposição no Museu de São Roque. No seu revestimento, encontramos diversos tipos de mármores: lápis-lazúli, ágata, verde antigo, alabastro, mármore de Carrara, ametista, pórfido roxo, branco-negro de França, brecha antigo, diásporo, jalde e outros. Além do mármore foram utilizados o mosaico e o bronze dourado. O quadro central e os dois laterais, bem como o pavimento, são em mosaico, trabalho artístico de grande perfeição. O quadro central representa o "Baptismo de Cristo", e os laterais, o "Pentecostes" (do lado esquerdo) e a "Anunciação" (do lado direito). As pinturas modelo dos três quadros são da autoria de Agostino Massucci, e a execução dos mesmos, em mosaico, foi trabalho de Mattia Moretti. Enrico Enuo foi o autor do mosaico do pavimento. O arco exterior da capela é encimado pelas Armas Reais Portuguesas. As cancelas e as portas laterais, em bronze dourado, ostentam ao centro o monograma de D. João V. O assentamento da capela foi da responsabilidade de Francesco Feliziani e Paolo Riccoli, tendo sido executada a montagem final dos mosaicos "Baptismo de Cristo" e "Pentecostes", em Agosto de 1752, após a morte de D. João V, ocorrida em 31 de Julho de 1750.

### Capela de Nossa Senhora da Piedade
Esta Capela foi fundada em 1613, por Martim Gonçalves da Câmara, nela sepultado. A decoração do retábulo decorreu entre 1707 e 1716, por iniciativa da Congregação de Nossa Senhora da Piedade. Como tema central apresenta o "Calvário", cercado por uma coroa de anjos sobre um fundo em estuque pintado, representando as muralhas de Jerusalém. Ao centro, destaca-se o sacrário, com uma pintura representando "Nossa Senhora da Soledade"; sobre ele assenta uma bela "Pietá", em madeira estofada e policromada, do século XVII. No interior do altar-vitrine situa-se uma imagem da "Nossa Senhora da Boa-Morte". No intradorso do arco da capela observam-se duas esculturas, representando São Longinho e Santa Verónica, do início do século XVIII. Este tipo de composição, inicia em Portugal um certo gosto teatral, no campo decorativo das igrejas, marcando a transição do "Barroco Nacional" para um estilo baseado no conceito de "palco-plateia", originário do Barroco Gian Lorenzo Bernini.

### Capela de Santo António
Foi instituída por Pedro Machado de Brito, que deixou legado à Companhia de Jesus, com instruções para que os seus descendentes fossem aqui sepultados, tendo ficado como sua testamenteira a Confraria da Misericórdia de Lisboa. A Misericórdia acordou com os religiosos da Companhia de Jesus, que a capela fosse dedicada a Santo António e, que a obra fosse mandada executar pelos padres da Companhia, conforme a traça das outras capelas. Tendo sido parcialmente destruída pelo Terramoto de 1755, foi depois redecorada com elementos do Barroco final. O tecto apresenta frescos neoclássicos do século XIX. Do retábulo original subsistem as colunas maneiristas. No nicho central situa-se a imagem de Santo António, em madeira estofada e policromada, do século XVII. Lateralmente, destacam-se duas pinturas setecentistas, a óleo sobre tela, do pintor Vieira Lusitano, representando respetivamente: "O Santo pregando aos peixes" e "A tentação de Santo António".

### Capela da Sagrada Família ou do Menino Perdido
Esta capela foi edificada e ornamentada pela Congregação dos Nobres, conforme consta de uma lápide na parede lateral direita. Apresenta uma decoração maneirista, sóbria e equilibrada, semelhante à da capela-mor e, consequentemente, do mesmo período. A pintura central representa "Jesus entre os Doutores", da autoria de José de Avelar Rebelo. Lateralmente dispõem-se duas outras pinturas do século XVII, atribuídas ao pintor André Reinoso, respetivamente a "Adoração dos Reis" (do lado direito) e a "Adoração dos Pastores" (do lado esquerdo). Sobre o altar, encontram-se três esculturas seiscentistas, em madeira estofada e policromada, representando a Sagrada Família.

## Decoração

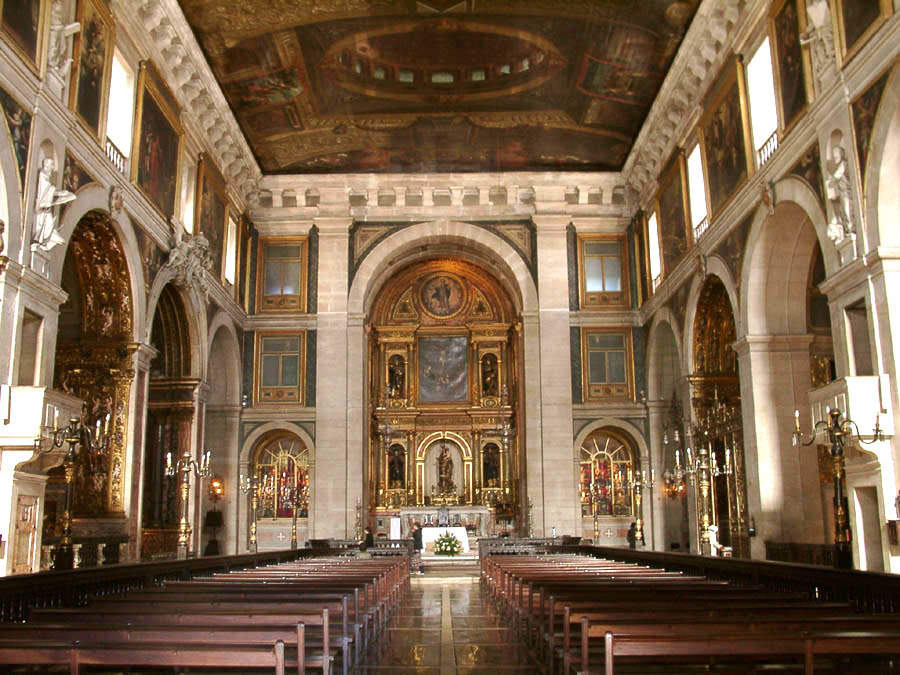
Interior do templo e altar-mor, ao fundo

A decoração da Igreja de São Roque é o resultado de diversas fases de actividade ao longo dos séculos XVII e XVIII, reflectindo os ideais tanto da Sociedade de Jesus ou, como no caso das capelas, das respetivas irmandades ou fraternidades. Nasceu como consequência da Contrarreforma, e reflete os esforços da Igreja Católica em capturar a atenção dos fiéis. A decoração geral passou pelos estilos maneirista (capelas de São Francisco Xavier, da Sagrada Família, da chancelaria); do Barroco inicial (capela do Santíssimo); do Barroco tardio (capelas de Nossa Senhora da Doutrina e de Nossa Senhora da Piedade); e Barroco romano da década de 1740 (capela de São João Baptista). As renovações no século XIX incluíram a construção da galeria do coro sobre a entrada principal, onde foi instalado o órgão; a renovação da capela do Santíssimo e o gradeamento; e a substituição das portas de entrada.
Diversas partes da igreja (p.ex., as paredes sob a galeria do coro e o transepto) são decoradas com azulejos “ponta de diamante” no estilo de Triana, bairro de Sevilha, e a tradição data-os em 1596. No resto, a decoração inclui elementos botânicos, volutas, putti, símbolos da Paixão de Cristo, e o monograma da Sociedade de Jesus) (“IHS”). Nos nichos sobre os dois púlpitos há estátuas de mármore branco dos quatro Evangelistas. No piso superior da nave está um conjunto de pinturas a óleo com cenas da vida de Inácio de Loyola (c. 1491-1556), fundador da Ordem Jesuíta, atribuído a Domingos da Cunha, o Cabrinha, um pintor jesuíta do início do século XVII.

### Teto
O tecto é um dos rarissimos tectos quinhentistas existentes em Lisboa, que sobreviveu ao terramoto de 1755 graças a um engenhoso sistema anti-sismico de traves flexiveis que não quebrou com o tremor da terra. A pintura do teto foi realizada entre 1584 e 1590 e nela participaram dois pintores: Francisco Venegas, numa primeira fase e Amaro do Vale, numa segunda etapa. Francisco Venegas foi o responsável pela pintura dos detalhes arquitetónicos fingidos pintados em perspectiva sob a superficie plana do teto. Numa das abóbadas o autor provavelmente fez-se representar a si próprio, eventualmente para acentuar a noção de perspetiva ou para deixar a sua marca autoral. Amaro do Vale, posteriormente, seria responsável pela pintura do medalhão central assim como pelos vários episódios bíblicos representados ao longo do perímetro. 
O conjunto central tem como tema a Exaltação da Santa Cruz e os Instrumentos da Paixão de Cristo. A sua posição de destaque prende-se com a própria importância da Cruz e da Paixão enquanto símbolo e momento-chave do Cristianismo.